# 1970

## أحداث
- نهاية حرب الاستنزاف في 7 أغسطس 1970 والتي بدأت في 1 يوليو 1967.
- نظام يونكس يخرج إلى الوجود.

### مارس
- 11 مارس -   توقيع أول اتفاقية رسمية بين الأكراد والحكومة العراقية، وكانت هذه الاتفاقية والمعروفة باتفاقية 11 اذار أول اتفاقية تعترف فيها إحدى الدول الأربع التي يقطنها الأكراد بالحقوق القومية للأكراد كما اعطتهم الحكم الذاتي في منطقتهم، هذه الاتفاقية لم تصل إلى مرحلته الأخيرة حتى تراجعت الحكومة العراقية عن وعودها وعادت المعارك مجدداً؛ بسبب الحرب العراقية الإيرانية.

### يناير
- 18 يناير - عبد المنعم عمايري، ممثل فلسطيني سوري.

### فبراير
- 11 فبراير - إطلاق القمر الاصطناعي أوسومي، أول قمر اصطناعي لليابان.

### مايو
- 4 مايو - إضراب الطلاب في الولايات المتحدة في أعقاب الغزو الأمريكي لكمبوديا.

### يونيو
- 20 يونيو  عيد الجلاء في ليبيا.
- 23 يوليو  تولي قابوس بن سعيد قيادة سلطنة عمان.

### سبتمبر
- أيلول الأسود - حرب دارت بين الجمهورية العربية السورية  ومنظمة التحرير الفلسطينية  من جهة والمملكة الأردنية الهاشمية  من جهة أخرى؛ وقد انتهت بانتصار الأردن.

### نوفمبر
- 11 نوفمبر -  الاتحاد السوفيتي يطلق محطة فضاء أوتوماتيكية (لونا 17) إلى القمر لجلب عينات من صخور القمر.
- 15 نوفمبر -  إنزال إسرائيلي في بلدة الصرفند الساحلية جنوب لبنان.
- 16 نوفمبر -  تولي حافظ الأسد زمام الرئاسة في سورية.

### ديسمبر
- 20 ديسمبر -  أعمال شغب كوزا احتجاجًا على الوجود العسكري الأمريكي في أوكيناوا.
- 28 ديسمبر -  الرئيس المصرى الأسبق أنور السادات يقرر تصفية الحراسات.

## مواليد

### يناير
- 1 يناير - محمد حداقي، ممثل سوري
- 1 يناير - مؤيد الملا، ممثل سوري
- 2 يناير - خلدون الحسني الجزائري، فقيه وطبيب أسنان سوري
- 10 يناير - أميرة حذيفي، ممثلة ومؤدية أصوات سورية
- 18 يناير - عبد المنعم عمايري، ممثل فلسطيني سوري.

### مارس
- 9 مارس - وائل زيدان، ممثل سوري
- 18 مارس - أمل عرفة، ممثلة سورية
- 20 مارس - حنان شقير، ممثلة ومؤدية صوت سورية
- 20 مارس - جلال شموط، ممثل سوري

### أبريل
- 18 أبريل - سعد الحريري، سياسي ورجل أعمال لبناني سعودي
- 21 أبريل - علاء قاسم، ممثل سوري
- 25 أبريل - توموكو كاواكامي، ممثلة ومؤدية أصوات يابانية

### مايو
- 2 مايو - ناوكي ساتو، ملحن ياباني.
- 3 مايو - أمل حويجة، ممثلة ومؤدية أصوات سورية
- 17 مايو - فدوى سليمان، ممثلة وكاتبة ومؤدية أصوات سورية
- 19 مايو - مصطفى شعبان، ممثل مصري
- 25 مايو - ساتسُكي يوكينو، ممثلة أداء صوتي يابانية.

### يونيو
- 7 يونيو - فهد النجار، ممثل ورياضي سوري
- 10 يونيو - سهيل الحسن، ضابط سوري في جيش النظام البائد
- 19 يونيو - نيا ذو القرنين، المغنية والممثلة الأندونيسية.
- 26 يونيو - تاكيشي كونومي، رسام مانغا ياباني.

### يوليو
- 1 يوليو - رنا جمول، ممثلة سورية
- 16 يوليو - محمد العريفي، شيخ سعودي
- 19 يوليو - راشد الماجد، مغني سعودي.
- 30 يوليو - عادل أبو حسون، ممثل ومؤدي أصوات سوري

### أغسطس
- 21 أغسطس - عمار القربي، ناشط سوري

### سبتمبر
- 8 سبتمبر - موتوكو كوماي، ممثلة أداء صوتي يابانية.
- 19 سبتمبر - تاكانوري نيشيكاوا، مغني ياباني.

### أكتوبر
- 15 أكتوبر - داليا البحيري، ممثلة مصرية

### نوفمبر
- 10 نوفمبر - فاتن عيدو، ممثلة ومؤدية صوت سورية
- 16 نوفمبر - ريكدو كوشي، رسام مانغا ياباني.

### ديسمبر
- 10 ديسمبر - كاميرون بوردمان، سياسي أسترالي
- 12 ديسمبر - شكران مرتجى، ممثلة سورية من أصل فلسطيني

## وفيات
- أبرهام مازلو
- أحمد سوكارنو
- أرتم إيفانوفيتش ميكويان
- أوتو فاربورغ
- أونيكه تسورن
- إدوار دلادييه
- الضيف أحمد
- باول تسيلان
- بيتون روس
- بيرتراند راسل
- جوسيبي بونيزوني
- جون وودروو بونر
- جيانيس كريستو
- جيمي هندريكس
- حمزة إبراهيم غوث
- دوروتيه فون فيلزن
- زيد بن الحسين
- س. ف. رامان
- سليم هاربو
- شارل ديغول في 9 نوفمبر
- شموئيل يوسف عجنون
- عزرا باوند
- علي الرياحي
- عوني عبد الهادي
- فرنسوا مورياك
- فضيلة الجزائرية
- فيصل الشعبي
- كريم بلقاسم
- ماكس بورن
- محسن الحكيم
- محمد العربي التباني
- محمد الفاضل بن عاشور
- محمد صالح عمر
- محمد عبد الحليم عبد الله
- محمد محمود علوان
- ميخائيل ميل
- نيلي زاكس
- هاينريش برونينغ
- هنري ترنر
- هيلمار شاخت
- وليام جودسون هولواي

### يناير
- 19 يناير - حمزة هومو، كاتب وشاعر بوسني.

### مايو
- 26 مايو - عبد الخالق الطريس، من الحركة الوطنية في المغرب.

### يونيو
- 2 يونيو - محسن الطباطبائي الحكيم، مرجع شيعي عراقي.

### يوليو
- 27 يوليو - أنطونيو سالازار رئيس وزراء وديكتاتور البرتغال.

### أغسطس
- محمد بنسودة

### سبتمبر
- 28 سبتمبر - وفاة الرئيس المصري جمال عبد الناصر.

### نوفمبر
- 28 نوفمبر - فريتس فون أونرو، كاتب مسرحي وروائي ورسام ألماني.

## نال جائزة نوبل
- في الفيزياء – السويدي هانز ألفين والفرنسي لوي نيل.
- في الكيمياء – الأرجنتيني لويس لولوار.
- في الطب – بين البريطاني برنارد كاتس والسويدي أولف فون أولر والأمريكي يوليوس أكسلرود.
- في الأدب – السوفييتي ألكسندر سولجنيتسين.
- في السلام – الأمريكي نورمان بورلوج.
- في الإقتصاد – الأمريكي بول سامويلسون.